# Jürgen Klinsmann
Jürgen Klinsmann (Göppingen, 30 de julho de 1964) é um treinador e ex-futebolista alemão que atuava como centroavante. Atualmente está sem clube.
É considerado por muitos especialistas um dos maiores atacantes da história do futebol alemão.
Jogou como atacante e, graças a sua habilidade em marcar gols e a sua habilidade técnica no geral conjuntada a seu vigor físico, logo recebeu o apelido de "Bombardeiro Dourado", "tanque alemão" e "Kataklismann". A família de Klinsmann que é Evangélica Protestante assim como ele, administra uma padaria no subúrbio de Göppingen em Stuttgart, e consequentemente ele é carinhosamente citado como o "filho do padeiro".
Klinsmann, curiosamente, possui diploma na profissão e, às vésperas da Copa do Mundo de 1994, gravou um comercial encomendado pelo sindicato da categoria na Alemanha, onde promovia o WM Brot ("Pão da Copa do Mundo"). Sua imagem trouxe grande sucesso ao produto.
Diferentemente de alguns dos mais célebres atacantes alemães quando começou a jogar profissionalmente, caracterizados pela força, peso e alta estatura - casos de Klaus Fischer, Horst Hrubesch e Rudi Völler -, Klinsmann comportava-se como um centroavante refinado e rápido, movimentando-se no ataque, ajudando na defesa e finalizando como poucos.
Um dos maiores ex-jogadores alemães, consagrou-se na Seleção Alemã, muito por conta de uma particularidade de sua carreira: ganhou mais títulos por ela do que nos clubes em que jogou. Enquanto capitão, levantou a taça da Eurocopa 1996 e também foi campeão mundial em 1990, desta vez Lothar Matthäus era o capitão da Mannschaft.

## Carreira em clubes

### Despontando no futebol alemão-ocidental
Klinsmann foi introduzido pela primeira vez ao futebol com oito anos de idade, jogando em todas as posições em sua juventude, incluindo a de guarda-redes, em um time infantil da pequena cidade da padaria de sua família. Aficcionado pelo esporte, continuou a jogar no time mesmo após a mudança familiar para a cidade de Stuttgart: o garoto viaja 60 quilômetros todos os dias só para jogar. O "problema" foi resolvido quando um time de sua nova cidade lhe ofereceu a primeira chance profissional: o Stuttgarter Kickers.
Klinsmann ficou no Kickers, um time da segunda divisão, até 1984. A temporada 1983/84 foi a sua melhor pela equipe, marcando 19 gols em 35 partidas, embora o time tenha ficado longe da zona de acesso. Em compensação, o rival e mais prestigioso Stuttgart, da divisão de elite do campeonato alemão-ocidental, a Bundesliga - que conquistara naquela mesma temporada - enxergou no clube vizinho uma revelação e a adquiriu.
Centroavante alto, de excelente cabeceio e velocidade/mobilidade incomuns, não demorou para chamar a atenção: em três anos, Klinsmann chegou à Seleção da Alemanha Ocidental. Na temporada de 1987/88, atingiu seu melhor momento no clube, faturando a artilharia da Bundes. Na seguinte, o time foi vice-campeão da Copa da UEFA, perdendo a decisão para o Napoli de Diego Maradona. A carreira de Klinsmann decolou de vez: mesmo não conquistando títulos no Stuttgart, seus gols atraíram a atenção da Internazionale.

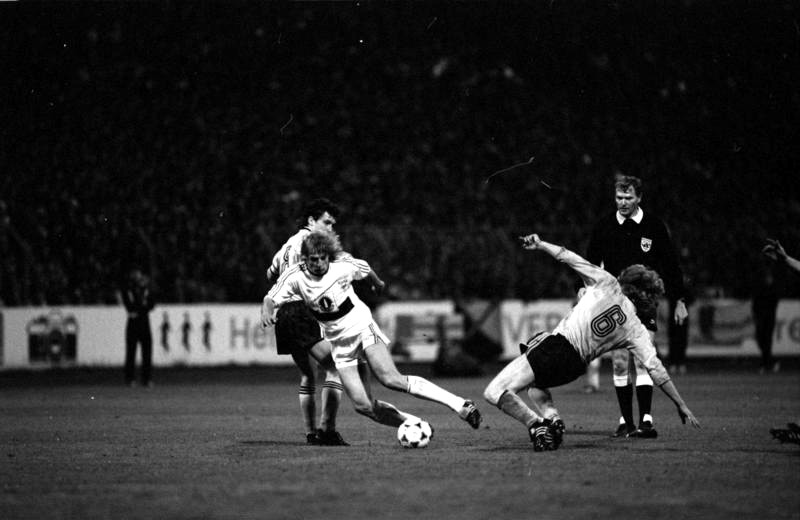
Klinsmann pelo Stuttgart, nas semifinais da Copa da UEFA de 1989, contra os alemães-orientais do Dínamo Dresden. Klinsmann terminou vice-campeão do torneio.

### Já como jogador consagrado
O time de Milão havia sido campeão italiano na temporada 1988/89 com dois compatriotas no elenco: Lothar Matthäus e Andreas Brehme, e decidiu contratá-lo. Com eles dois, Klinsmann formou o "trio chucrute" da Inter. No difícil futebol italiano, marcou menos: foram 15 na temporada 1989/90, 17 na 1990/91 e apenas 8 na 1991/92, em todas elas atuando mais de trinta vezes na Serie A.< Em compensação, nos nerazzurri faturou seu primeiro título por um clube, a Copa da UEFA de 1990/91.
Ao fim da temporada 1991/92, o trio alemão dispersou-se da Inter. O destino de Klinsmann foi o Monaco. No time do principado, teve uma excelente temporada da estreia: foram 20 gols em 39 jogos na Ligue 1 de 1992/93, ficando em terceiro na artilharia e na colocação do clube no campeonato francês. A segunda foi razoável; o Monaco ficou apenas em nono, com seu principal astro marcando apenas dez vezes, números que ele não obtinha desde as primeiras temporadas no Stuttgarter Kickers.
Klinsmann mudou novamente de ares, sendo a grande contratação do Tottenham Hotspur para a temporada inglesa de 1994/95. Em sua primeira temporada nos Spurs, ele não desapontou. O time, sim. Já veterano, Klinsmann não resistiu à oferta da principal equipe de seu país natal: ao final daquela temporada, acertou com o Bayern Munique, onde estava seu amigo Matthäus e jogadores-base da Seleção Alemã. 1995/96 não foi tão bem para o time na Bundes, que ficou no vice-campeonato. Klinsmann, na vice-artilharia. Em compensação, Klinsmann e Matthäus faturaram o mesmo título que ganharam juntos na Inter de Milão em 1991, a Copa da UEFA.
A boa relação entre os dois, todavia, estremeceu naquela temporada: o polêmico líbero afirmaria que o atacante fazia intrigas para prejudicá-lo no time e na Seleção; Klinsmann, por sua vez, magoou-se ao saber que uma pressão para que não fosse chamado para a Eurocopa 1996 estava sendo realizada pelo colega. A Euro acabou sendo o verdadeiro alento da temporada: Matthäus, contundido, não pôde ir. Klinsmann foi e ergueu a taça de campeão, o primeiro título da Alemanha reunificada.

### Aposentadoria
O ódio de Matthäus por Klinsmann ficou insustentável, com o líbero e capitão chegando a apostar que o desafeto não marcaria mais de quinze vezes na temporada. Foi exatamente a quantidade de gols de Klinsmann apenas no campeonato alemão, desta vez conquistado, e de forma emocionante: foram apenas dois pontos de diferença para o vice, o Bayer Leverkusen. Todavia, com Matthäus sendo o dono do time, Klinsmann não via mais o Bayern como um bom lugar e voltou à Itália, agora como jogador da Sampdoria.
No clube de Gênova, ficou apenas a metade inicial da temporada e não deixou tantas marcas. Na janela de transferência de inverno, acertou voltar ao Tottenham. Seus 9 gols nas 18 partidas ajudaram bastante a equipe londrina, que estava bastante ameaçada de rebaixamento. Klinsmann, à altura com 34 anos, pôde aposentar-se dignamente, o que o fez ao final daquela temporada 1997/98, quando realizou-se a Copa do Mundo de 1998.
Em 2003, chegou a fazer uma breve volta aos gramados, realizando oito partidas e marcando cinco vezes pelo Orange County Blue Stars, dos Estados Unidos, onde passou a morar desde então.

## Seleção Alemã
Klinsmann debutou pela então Alemanha Ocidental em 1987, em um 1 x 1 contra o Brasil. No ano seguinte, após sua excelente temporada 1987/88 pelo Stuttgart, fez parte do grupo que disputou em casa a Eurocopa 1988, onde marcou na primeira fase, contra a Dinamarca. A Mannschaft parou nas semifinais, eliminada pelos Países Baixos, futuros campeões.
Também nas semifinais, os germânicos caíram nas Olimpíadas de 1988, para o Brasil, nos pênaltis. Klinsmann saiu dos Jogos de Seul como a principal referência ofensiva dos alemães, marcando quatro vezes - três deles contra a revelação futebolística do torneio, a Zâmbia. O outro foi na partida pelo bronze, na vitória por 3 x 0 sobre a Itália.
Veio a Copa do Mundo de 1990, em que ele sentiu-se bem à vontade: já jogador da Inter de Milão, disputou o mundial da Itália. Marcou três vezes na vitoriosa campanha, um deles de grande importância, no revanche contra os Países Baixos: alemães-ocidentais e neerlandeses enfrentaram-se nas oitavas-de-final e, à semelhança da final da Copa do Mundo de 1974, os germânicos venceram por 2 x 1. Na final, cavou a expulsão do argentino Pedro Monzón, fazendo os combalidos adversários jogarem com um a menos. O título na Copa foi o primeiro da carreira de Klinsmann.
Dois anos depois, a Alemanha, agora reunificada disputada a Eurocopa 1992. Klinsmann não se saiu tão bem: marcou apenas uma vez, em nova derrota para os neerlandeses, e seu país, favorito na final, perdeu a decisão para a Dinamarca. Na Copa do Mundo de 1994, já com 30 anos, fez individualmente seu melhor mundial, marcando cinco vezes em cinco partidas, com destaque para um gol em cima da Coreia do Sul: recebendo um passe de costas para o gol, rapidamente deslocou-se de seu marcador, ajeitou a bola, girou 180º graus e chutou forte para o canto, fazendo um dos gols mais bonitos do torneio. Na mesma partida, marcou também em outro lance, após amortecer a bola no peito.
Os alemães, porém, não conseguiram repetir 1990 e caíram nas quartas-de-final, para a surpreendente Bulgária. Klinsmann não marcou contra os búlgaros, contra os quais cavou o pênalti que foi convertido por Matthäus. O atacante deixou a Copa como vice-artilheiro e poderia ter feito ainda mais, não fosse a eliminação precoce. Na Eurocopa 1996, foi a grande liderança da Alemanha, desfalcada de seu desafeto Matthäus. Assim como na Copa de 1990, marcou três vezes e ficou em branco na final, mas terminou campeão, recebendo como capitão da Nationalelf a taça das mãos da Rainha Elizabeth II, após campanha que incluiu vitórias sobre a própria anfitriã Inglaterra (semifinal) e a revelação República Tcheca (de virada, na prorrogação, na final).
Klinsmann marcaria outras três vezes também na Copa do Mundo de 1998, mas os alemães novamente pararam nas quartas, eliminados pela Croácia. Foi seu último jogo pela Alemanha. Klinsmann deixou o mundial da França aposentado, como um dos poucos jogadores a se salvarem na campanha que terminou de forma decepcionante, deixando no torneio outra obra de arte: o gol contra os Estados Unidos, matando a bola no peito e emendando um voleio.

## Administração e Direção Técnica

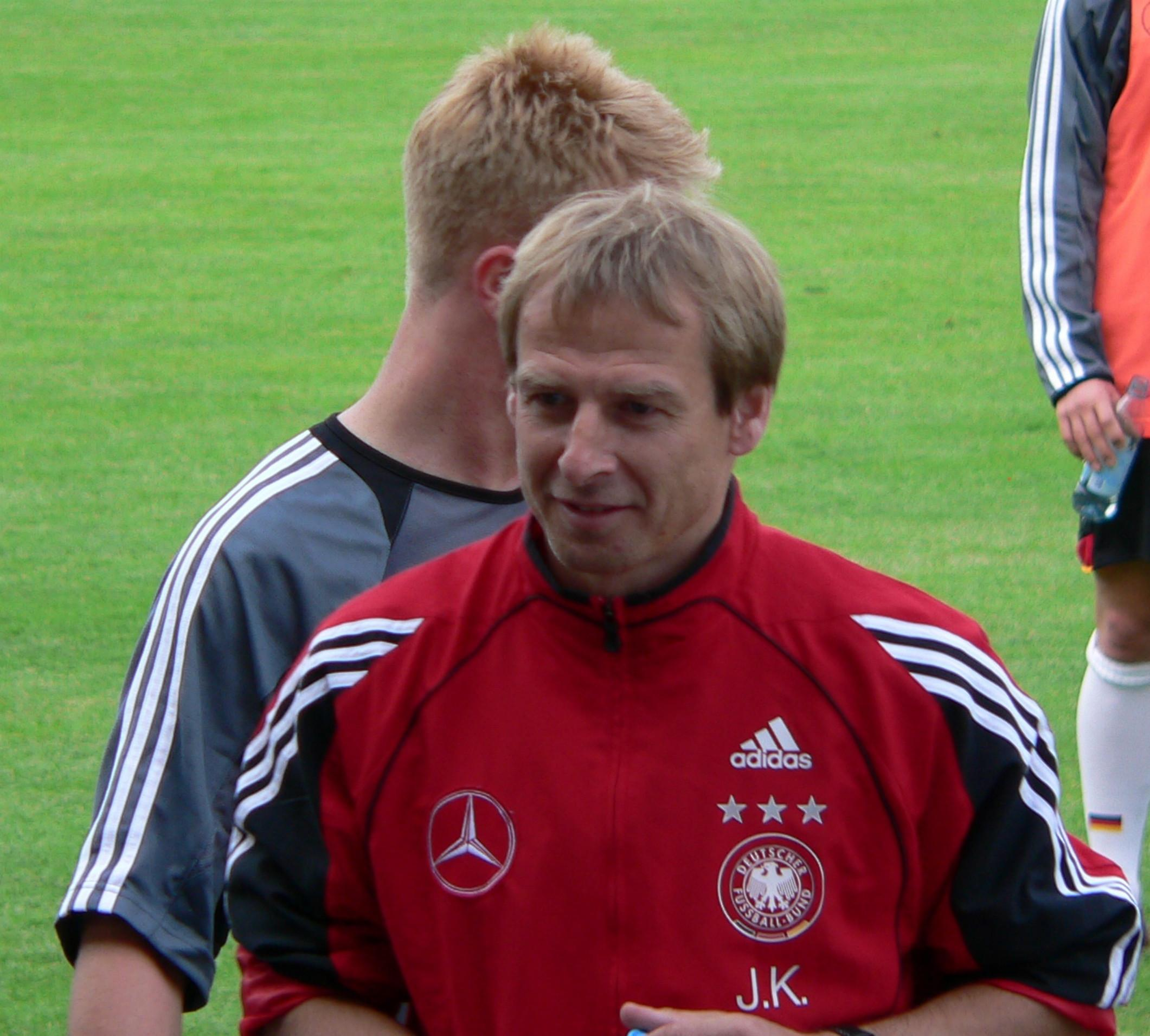
Em treinamento para a Copa das Confederações de 2005. De macacão vermelho, foi de Klinsmann a sugestão em fazer a Seleção Alemã usar a cor no segundo uniforme

Com sua aposentadoria dos gramados, Klinsmann começou sua carreira comercial. Ele se tornou o vice-presidente de uma consultoria de marketing esportivo sediada nos Estados Unidos e foi envolvido na Major League Soccer como parte do time do Los Angeles Galaxy.
Em 26 de Julho de 2004, ele retornou à Alemanha como novo técnico da Seleção, no lugar de outro tricampeão mundial de 1990, o ex-atacante Rudi Völler, com quem ele fizera uma das melhores duplas de ataque do futebol mundial, no início dos anos 90. Klinsmann, que assumiu o cargo após este ter sido recusado por Ottmar Hitzfeld e Otto Rehhagel, embarcou com muita disposição em um programa agressivo para alavancar a gerência da equipe e reestruturar a quase combalida seleção. Trouxe seu ex-companheiro de ataque na seleção alemã, Oliver Bierhoff para a diretoria, o qual ajudou a dividir os trabalhos em relações públicas combinados de seu antecessor do real aspecto de direção técnica da posição.
Além disso, ele criou um movimento jovem para arejar e renovar uma equipe envelhecida que deu uma desastrosa demonstração na Eurocopa 2004, quando o país, vice-campeão do mundo, caiu na primeira fase. Outra inovação foi no uniforme secundário: por ideia dele, adotou-se a cor vermelha, mais imponente, segundo ele, que a tradicional verde, por ser avaliada em pesquisas como a que mais oferece chances de vitória aos times que a usam. O objetivo final de sua atual posição era uma participação digna na Copa do Mundo de 2006 na Alemanha. Antes do mundial, no ano anterior, o país sediou também a Copa das Confederações de 2005, do qual saiu com um razoável terceiro lugar, caindo nas semifinais frente ao Brasil em jogo bastante disputado. As críticas foram ganhar volume após o torneio: Klinsmann vinha promovendo rodízios no time a fim de experimentar diferentes jogadores, postura que vinha sendo tolerada na expectativa de que o treinador enfim definisse um tima-base depois da competição, o que não ocorreu.
Quando a Copa do Mundo começou, a Alemanha toda (incluindo torcedores e imprensa) já estava completamente desacreditada em relação à sua seleção. O descrédito tivera seu ápice após derrota por 1 x 4 para a Itália às vésperas do torneio. Klinsmann, já bastante criticado por Franz Beckenbauer, justamente quem era um de seus apoiadores, ouviu duras palavras do Kaiser. Outra fonte de críticas eram os métodos de treinamento aplicados pelo ex-atacante: ao invés de treinamentos com bola ou treinos táticos, ele, explicando que desejava aprimorar a capacidade de concentração de seus jogadores, os levava para praticar arco e flecha ou montar relógios. Seus antigos colegas de Bayern e Seleção Stefan Effenberg e Lothar Matthäus não escondiam o desejo de vê-lo perder o cargo. A crise foi tanta que até a primeira-ministra Angela Merkel teve de intervir.
Klinsmann continuou sem tranquilidade após a convocação para o mundial. Chamou jogadores em má fase ou de talento discutível, como Timo Hildebrand, Arne Friedrich, Robert Huth, Thomas Hitzlsperger e Gerald Asamoah, além de David Odonkor, que jamais havia sido testado. Deixou de fora nomes que eram tidos como certos, como Fabian Ernst, Patrick Owomoyela e Kevin Kurányi, além do veterano Mehmet Scholl, em grande fase naquele momento e bastante querido no país. Também não chamou o experiente Christian Wörns, o jogador alemão tido como mais confiável para o setor defensivo, por ter-se desentendido com o mesmo, preferindo apostar em Per Mertesacker, destaque do modesto Hannover 96 na época, mas jovem.
A campanha alemã, no entanto, surpreendeu positivamente. A seleção empolgou o país, devolvendo um orgulho de ser alemão, abalado pelo sentimento de culpa pós-Segunda Guerra Mundial. A Seleção começou a Copa de forma nunca antes tão arrasadora, devolvendo também a confiança da torcida na Mannschaft com um futebol bonito, leve, envolvente e seguro  mesmo com jogadores considerados medianos, mas dedicados e ambiciosos. A imagem de Klinsmann em evidência fez com que até a padaria de sua família se tornasse ponto turístico, o que incomodou o treinador.

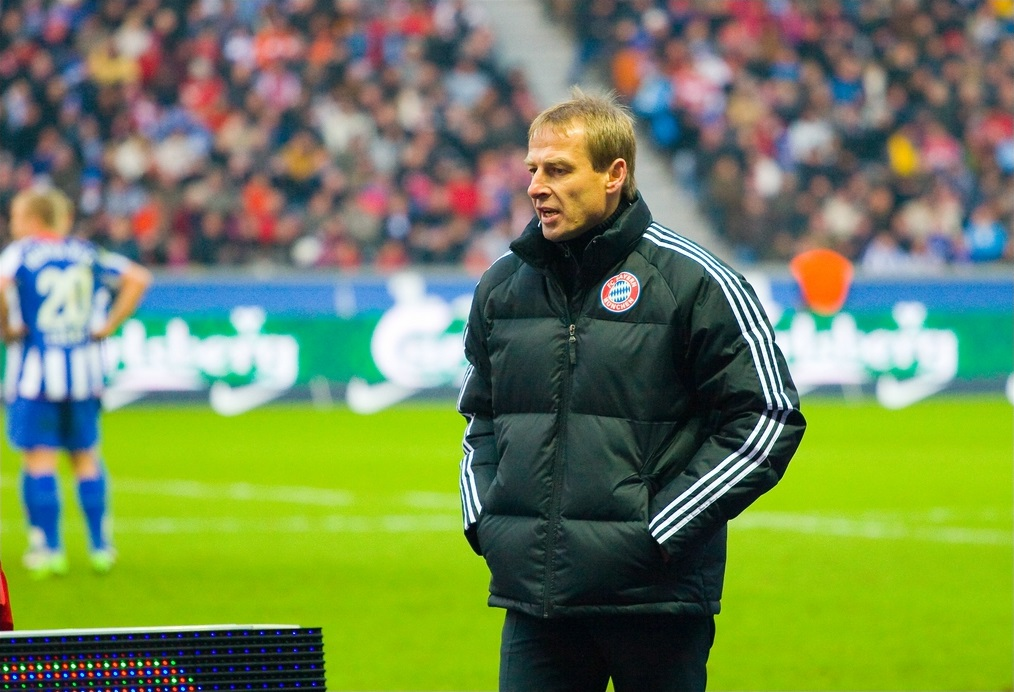
Como técnico do Bayern Munique, em jogo contra o Hertha BSC. Treinando a ex-equipe, Klinsmann não teve o mesmo sucesso que alcançara na Seleção

O país acabou ficando apenas com o terceiro lugar, que ainda assim foi bem digerido, e Klinsmann deixou bastante festejado o cargo (que ficou com seu auxiliar Joachim Löw) após o torneio, inclusive com pedidos para que permanecesse. Dois anos depois, acertou com sua ex-equipe do Bayern Munique. O acerto foi surpreendente: enquanto treinou a Alemanha, Klinsmann destentedeu-se com várias pessoas ligadas ao time, como Sepp Maier (a quem despediu da função de treinador de goleiros na Seleção, papel que cumpria também no clube), Oliver Kahn (deixado na reserva da Seleção pelo ex-atacante) e Karl-Heinz Rummenigge, Uli Hoeneß, Franz Beckenbauer e outros dirigentes, que criticavam bastante as decisões de Klinsmann.
Klinsmann chegou ao clube bávaro prometendo a dobradinha caseira (ganhar o campeonato e a copa nacionais) como "o mínimo que podemos oferecer ao nosso torcedor". Porém, não conseguiu o mesmo sucesso, sendo despedido ainda antes do final da temporada, em abril: naquele mês, o clube foi goleado por 1 x 5 para o Wolfsburg na Bundesliga e por 0 x 4 para o Barcelona na Liga dos Campeões da UEFA. O Bayern estava longe das primeiras colocações da Bundes e, após a sua saída, conseguiu um vice-campeonato, dois pontos atrás justamente do Wolfsburg.
Em 2010, dialogou com a US Soccer para treinar os Estados Unidos, onde vive, mas o acordo não foi concretizado. Posteriormente, acertou com o Toronto, equipe canadense da Major League Soccer, a principal liga do futebol estadunidense. Klinsmann trabalhará como consultor do clube.
Em 29 de julho de 2011, Klinsmann foi anunciado como novo técnico dos Estados Unidos. Em 21 de novembro de 2016, foi demitido após duas derrotas no hexagonal final das Eliminatórias da Concacaf para a Copa do Mundo de 2018.

## Estatísticas
| Clube          | Jogos | Vitórias | Empates | Derrotas | Aproveitamento |
| -------------- | ----- | -------- | ------- | -------- | -------------- |
| Alemanha       | 34    | 20       | 8       | 6        | 58,82%         |
| Bayern Munique | 44    | 25       | 9       | 10       | 59,82%         |
| Estados Unidos | 98    | 55       | 16      | 27       | 56,12%         |
| Hertha Berlin  | 10    | 3        | 3       | 4        | 30%            |
| Coreia do Sul  | 18    | 8        | 7       | 3        | 44%            |

## Títulos

### Como jogador
Internazionale
- Copa da UEFA: 1990–91

Bayern de Munique
- Copa da UEFA: 1995–96
- Bundesliga: 1996–97

Seleção Alemã
- Copa do Mundo FIFA: 1990
- Campeonato Europeu de Futebol: 1996
- US Cup: 1993

#### Prêmios individuais
- Futebolista Alemão do Ano: 1988 e 1994
- FIFA 100
- All Star-Team da Copa do Mundo FIFA: 1990
- Equipe do Ano da ESM: 1994–95
- Jogador do Ano pela PFA: 1994–95
- Equipe do Ano da Premier League pela PFA: 1994–95
- Maior artilheiro do mundo da IFFHS: 1995
- Equipe da Temporada da Bundesliga pela Kicker: 1987–88
- Ballon d'Or: 1995 (2° lugar)
- Melhor Jogador do Mundo pela FIFA: 1995 (3° lugar)

#### Artilharias
- Bundesliga de 1987–88 (19 gols)
- Copa da Inglaterra de 1994–95 (5 gols)
- Copa da UEFA de 1995–96 (15 gols)

### Como Treinador
Seleção dos Estados Unidos
- Copa Ouro da CONCACAF: 2013